# Cabrit
Cabrit (fl. XIII secolo) è il nome di almeno due trovatori occitani entrambi attivi nella prima metà del XIII secolo, anche se qualcuno degli studiosi ha tentato di vedervi la stessa persona.
Uno dei due Cabrit (morto probabilmente prima del 1225), menzionato fra i testimoni di atto redatto nell'agosto del 1203, è stato un cavaliere decaduto e trovatore, possibilmente di Arles.
L'altro Cabrit, considerato un senhal riferibile a Guionet, Esperdut o Gui de Cavaillon, è l'autore di uno scambio di coblas con Ricau de Tarascon.
            [Ricau]

            Cabrit, al mieu veiaire,

            vos fatz ves mi

            que fals e que bauzaire,

            segon c'om di;

            tro que mon cor n'esclaire

            non aures fi;

            d'ueils ho de lengua traire

            ar vos desfi

            et er greu s'ieu peitz no.us adesc

            que vos mi - e d'aital no.us mesc -

            e totz jorns trobaretz mi fresc

            al vostre dan, on qu'an mi tresc.

            [cabrit]

            Pos En Ricau m'apela

            qu'ieu faill ves lui,

            l'esdig, Na Peironella,

            farai ses brui:

            fassa.m bon'escudela,

            s'ieu dejus sui,

            e s'ieu sotz la maicela

            ben no l'estui,

            autr'esdig farai bel e bo:

            fassa.m raustir un gras capo,

            s'ieu no.l mange ab companho,

            vas lui ai faita trassio.

            [...]
Un certo Guillem Cabrit figura tra i testimoni in un atto di donazione del 1237 effettuato dalla moglie di Pons de Lamanon.